# (470599) 2008 OG19
(470599) 2008 OG19, est un objet transneptunien faisant partie des objets épars découvert le 30 juillet 2008 à l'observatoire Palomar, son diamètre est de l'ordre de 450 km.